# أولريش بيشر
أولريش بيشر Ulrich Becher (ولد في يرلين في يناير 1910- مات في بازل في أبريل 1990) هو أديب وكاتب مسرحي ألماني.

## حياته
ولد في برلين لأب يعمل محاميا. ودرس الحقوق في برلين. وقد ربطته صداقة أثناء فترة الدراسة مع جيورجه جروتس George Grosz, الذي قدر مواهبه، وكان أقرب أصدقائه إليه.
وقد أصدر أول أعماله، وهي مجموعة قصصية بعنوان «الرجال يرتكبون الأخطاء» في سنة 1932. وفي سنة 1933أحرقت النازيون كتبه، اعتبروها فنا مشوها. وفي نوفمبر 1933 تزوج دانا ابنة الأديب النمساوي ألكسندر رودا رودا، وقد حصل بذلك على الجنسية النمساوية. وقد هرب في عام 1941 مع زوجته إلى البرتغال ثم إلى البرازيل، هربا من الجيش النازي. ثم استقر في نيويورك منذ عام 1944.
وفي سنة 1948 عاد أولريش بيشر إلى أوروبا، وحقق نجاحا بمسرحيته التي كتبها بالاشتراك مع بيتر بريزيس، وعنوانها «الجامح» Der Bockerer. وفي عام 1954 استقر في بازل. وحصل في عام 1976 على جائزة مؤسسة شيللر السويسرية، عن مجمل أعماله.

## من أعماله
1. الرجال يرتكبون الأخطاء (قصص 1932)
2. لا أحد (مسرحية من العصر الحديث 1934)
3. الفاتح (قصص من أوروبا 1936)
4. الجامح
5. رحلة في اليوم الأزرق 1946
6. قلب هايس (رواية 1960)
7. أعمال روديو (قصة 1991)

## روابط خارجية
- أولريش بيشر على موقع IMDb (الإنجليزية)
- أولريش بيشر على موقع مونزينجر (الألمانية)
- أولريش بيشر على موقع ميوزك برينز (الإنجليزية)
- أولريش بيشر على موقع أول موفي (الإنجليزية)
- أولريش بيشر على موقع كينوبويسك (الروسية)